# جفبلار مدغشقري
جفبلار مدغشقري (الاسم العلمي:Dichapetalum madagascariense) هو نوع من النباتات يتبع جنس الجفبلار من الفصيلة الجفبلارية.